# Họ Cá lanh
Họ Cá lanh (danh pháp khoa học: Chirocentridae) là một họ cá biển đơn chi Chirocentrus, bao gồm hai loài cá vây tia có quan hệ họ hàng với các loài cá trích.
Cả hai loài này đều có thân dài, với các hàm có các răng sắc và nhọn phù hợp với nhu cầu ăn uống ngấu nghiến của chúng, chủ yếu là các loài cá khác. Cả hai loài này đều có thể dài tới 1 m. Chúng có phần hông màu ánh bạc và phần lưng màu xanh.
Chúng là các loài cá có giá trị thương phẩm và được đưa ra thị trường dưới dạng cá tươi hay cá ướp đá.

## Các loài
- Chirocentrus dorab: Cá dựa, thường được gọi là cá đao, cá lanh[2], được tìm thấy ở các vùng nước ấm ven bờ, từ khu vực Hồng Hải tới Nhật Bản và Australia.
- Chirocentrus nudus: Cá lanh hàm dài hay cá dựa hàm dài, cũng được tìm thấy trong phạm vi khu vực này, và rất khó để phân biệt nó với C. dorab (loài thứ nhất có đốm đen trên vây lưng). Loài này còn ăn cả các loài cua ngoài thức ăn thông thường là các loài cá nhỏ.